# Dare You Go
Dare You Go was een programma op de Nederlandse radiozender Radio 538. Het programma werd op zaterdag en zondag tussen 18.00 en 20.00 uur uitgezonden.
Het programma werd gepresenteerd door Mark Labrand, die al eerder op dit tijdstip af en toe Fight for your Night presenteerde. Edwin Noorlander was zijn vaste vervanger, als Labrand op vakantie was of hij ging invallen voor een aantal radioprogramma's op de werkdagen.
Voorheen heette het programma Fight for your Night.
Tevens was voor Mark op 22 juli 2012 de laatste keer dat hij op deze tijdstip ging presenteren. Tot 5 augustus 2012 presenteerde Edwin Noorlander op dit tijdstip, omdat Labrand op vakantie was. Op 11 augustus 2012 ging Barry Paf op dit tijdstip presenteren met Barry's Weekend Vibe. Op 6 augustus 2012 ging Mark Labrand elke werkdag presenteren met @Labrando als naam. De reden was dat er een nieuwe programmering kwam in september en Paf had al bekendgemaakt dat hij minder radio ging maken en meer voor TV 538 ging werken.

## Vaste onderdelen

### Win een avondje stappen
Hierin kon een kandidaat een avond stappen op kosten van Radio 538 winnen. Voorwaarde was dat er een zelfverzonnen tegenprestatie uitgevoerd moest worden in ruil voor het avondje stappen.

### Maak 't of Kraak 't
Hierin werd de populariteit van een nieuwe single getest. Luisteraars konden hierin oordelen of een nieuwe single vaker moest worden gedraaid of juist niet. Dit was echter puur voor de populariteit van de single op dat radiostation en had geen grote invloed op de airplay of verkoop van de plaat. Het onderdeel bestond al sinds eind jaren 1990.
Na het beluisteren van de plaat kon de luisteraar door te stemmen bepalen of een nummer vaker of voorlopig niet meer 's avonds op Radio 538 zou worden gedraaid. Maken stond voor vaker draaien, Kraken voor het omgekeerde. Dit "vaker draaien" betekende voor de meeste platen echter slechts een paar keer draaien. Reageren voor het onderdeel kon via telefoon (bellen of sms), e-mail en Twitter. De stemmen werden vervolgens geteld en de single werd met een bepaald percentage gemaakt of gekraakt. 

### Top 40 Classic
Hierin stuurde een luisteraar een nummer in dat in de Top 40 heeft gestaan. Ook moest de luisteraar een verklaring geven waarom hij of zij graag wou luisteren. Het onderdeel vond elke dag plaats en ook bij andere radioprogramma's.